# Kanton Garches
Kanton Garches is een voormalig kanton van het Franse departement Hauts-de-Seine. Kanton Garches maakte deel uit van het arrondissement Nanterre en telde 41.594 inwoners (1999).
Het werd opgeheven bij decreet van 24 februari 2014, met uitwerking in maart 2015

## Gemeenten
Het kanton Garches omvatte de volgende gemeenten:
- Garches (hoofdplaats)
- Rueil-Malmaison (deels)